# John Ahlgren
John Ahlgren, född 16 november 1934 i Enskede i Stockholm, död 6 januari 2025 i Hällekis, var en svensk grafiker, målare och illustratör. Han arbetade även tidvis som scenograf för Skaraborgs länsteater och som konstlärare. Bland övriga intressen märktes ornitologi och paleontologi samt jazzmusik: han spelade klarinett i jazzbanden Landala Red Hot Stompers och Hasses Hot Potatoes.
Ahlgren studerade vid Slöjdföreningens skola och Valands målarskola i Göteborg samt under studieresor till Frankrike och Spanien. Hans konst består av stilleben, människor, djur och landskap, där absurda företeelser samsas med realistiska detaljstudier. Man kan också spåra influenser från Brueghel och påverkan av ett filmiskt berättande. Ahlgren är representerad vid Moderna museet, Nationalmuseum, Borås konstmuseum, Västerås konstmuseum och Malmö konstmuseum. 
Han har även utgivit böckerna Fågelperspektiv 1977, Slättlandskap i Västergötland 1980 och Gränsbygd Västergötland 1983.